# Inárcs, Pesta
Inárcs  este un sat în districtul Dabas, județul Pesta, Ungaria, având o populație de 4.405 locuitori (2011). 

## Demografie
Componența etnică a satului Inárcs
     Maghiari (94,57%)
     Romi (3,01%)
     Necunoscut (0,7%)
     Alții (1,72%)
Componența confesională a satului Inárcs
     Romano-catolici (41,86%)
     Fără religie (14,78%)
     Reformați (6,65%)
     Atei (1,18%)
     Luterani (1,14%)
     Necunoscută (33,71%)
     Greco-catolici (0,68%)
     Alte religii (4,29%)
Conform recensământului din 2011, satul Inárcs avea 4.405 locuitori. Din punct de vedere etnic, majoritatea locuitorilor (94,57%) erau maghiari, cu o minoritate de romi (3,01%). Apartenența etnică nu este cunoscută în cazul a 0,7% din locuitori. Nu există o religie majoritară, locuitorii fiind romano-catolici (41,86%), persoane fără religie (14,78%), reformați (6,65%), atei (1,18%) și luterani (1,14%). Pentru 33,71% din locuitori nu este cunoscută apartenența confesională.